# Gerald Podgornig
Gerald Podgornig ist ein österreichischer Filmproduzent.

## Leben
Gerald Podgornig stammt aus Gallizien. Er war einige Jahre für die Lisa Film tätig, bevor er 2001 gemeinsam mit Thomas Hroch deren Geschäftsführer wurde. Sie folgten damit auf Klaus Graf, der sich selbständig machte und die Graf Filmproduktion GmbH gründete.
2007 gründete Podgornig gemeinsam mit Thomas Hroch die Mona Film mit Sitz in Wien und die Tivoli Film mit Sitz in Deutschland (bis September 2017 Bad Homburg vor der Höhe, seitdem München).
2012 zogen sich die beiden aus der Lisa-Film zurück um sich ganz auf die eigenen Unternehmen zu konzentrieren, als Geschäftsführer der Lisa Film folgte der frühere niederösterreichische Landeshauptmann-Stellvertreter und Flughafen-Vorstand Ernest Gabmann nach.

## Filmografie (Auswahl)
- 2008–2009: Geld.Macht.Liebe (Executive Producer)
- 2009: Wer hat Angst vorm schwarzen Mann? (Produzent)
- 2011–2017: Mord in bester Gesellschaft (Produzent, 5 Folgen)
- 2011: Die lange Welle hinterm Kiel (Produzent)
- 2011: Glücksbringer (Produzent)
- 2011: Die Alpenklinik – Notfall für Dr. Guth  (Produzent)
- 2011: Meine Schwester (Produzent)
- 2012: Lebe dein Leben (Produzent)
- 2012: Auf der Spur des Löwen (Produzent)
- 2012: Afrika ruft nach dir (Produzent)
- 2012: Blutadler (Produzent)
- 2012: Trau niemals deiner Frau (Executive Producer)
- 2012: Alles außer Liebe  (Produzent)
- 2013: Zurück ins Leben  (Produzent)
- 2013: Die Auslöschung (Produzent)
- 2013: Medcrimes – Nebenwirkung Mord (Produzent)
- 2013: Tod in den Bergen (Produzent)
- 2013: Schon wieder Henriette (Produzent)
- 2013: Der Wagner-Clan. Eine Familiengeschichte (Koproduzent)
- 2013: Angélique (Executive Producer)
- 2014: Eine Liebe für den Frieden – Bertha von Suttner und Alfred Nobel (Produzent)
- 2015: Kidnep (Koproduzent)
- 2015: Chuzpe – Klops braucht der Mensch! (Produzent)
- 2015: Brandmal (Produzent)
- 2015: Meine fremde Frau (Produzent)
- 2015: Kleine große Stimme (Produzent)
- 2015: Mein Schwiegervater, der Stinkstiefel (Produzent)
- 2016: König Laurin (Koproduzent)
- 2016: Pregau – Kein Weg zurück (Produzent)
- 2017: Für dich dreh ich die Zeit zurück  (Produzent)
- 2017: Arthur & Claire (Koproduzent)
- 2018: St. Josef am Berg (Produzent)
- seit 2018: Blind ermittelt (Fernsehreihe)
  - 2018: Die toten Mädchen von Wien
  - 2019: Blutsbande (Die verlorenen Seelen von Wien)
  - 2019: Das Haus der Lügen (Der Feuerteufel von Wien)
  - 2020: Zerstörte Träume (Tod im Fiaker)
  - 2021: Endstation Zentralfriedhof (Lebendig begraben)
  - 2022: Tod im Prater
  - 2022: Die nackte Kaiserin
  - 2023: Tod im Weinberg
  - 2023: Mord an der Donau (Tod an der Donau)
  - 2024: Tod im Kaffeehaus
  - 2024: Tod im Palais (Totenreich)
- 2018: Carneval – Der Clown bringt den Tod (Produzent)
- 2018: Womit haben wir das verdient? (Produzent)
- 2018: Die Muse des Mörders (Produzent)
- 2018: Stadtkomödie – Geschenkt (Produzent)
- 2018: Meiberger – Im Kopf des Täters (Fernsehserie)
- 2018: Die Inselärztin – Neustart auf Mauritius
- 2018: Die Inselärztin – Notfall im Paradies
- 2019: Die Inselärztin – Das Geheimnis
- 2019: Die Inselärztin – Die Entscheidung
- 2019: Der beste Papa der Welt (Fernsehfilm)
- 2019: Balanceakt (Fernsehfilm)
- 2019: Ein Dorf wehrt sich (Fernsehfilm)
- 2019: Im Schatten der Angst (Fernsehfilm)
- 2019: Todesengel (Fernsehfilm)
- 2020: Das schaurige Haus
- 2020: Landkrimi – Waidmannsdank (Fernsehreihe)
- 2020: Ziemlich russische Freunde (Fernsehfilm)
- 2021: Am Anschlag – Die Macht der Kränkung (Fernsehserie)
- 2021: Meiberger – Mörderisches Klassentreffen (Fernsehfilm)
- 2022: Euer Ehren (Fernsehserie)
- 2022: Totenfrau (Fernsehserie)
- 2022: Sayonara Loreley (Fernsehfilm)
- 2023: Im Schatten der Angst – Du sollst nicht lügen (Fernsehfilm)
- 2023: Am Ende – Die Macht der Kränkung (Fernsehserie)
- 2023: Operation White Christmas
- 2023: Wie kommen wir da wieder raus?
- 2023: Abenteuer Weihnachten – Familie kann nie groß genug sein (Fernsehfilm)
- 2024: Landkrimi – Bis in die Seele ist mir kalt (Fernsehreihe)
- 2024: Ewig Dein (Fernsehfilm)
- 2024: 80 Plus (Alternativtitel Toni und Helene)
- 2024: Kopftuchmafia – Ein Stinatz-Krimi (Fernsehreihe)
- 2025: Uhudler-Verschwörung – Ein Stinatz-Krimi (Fernsehreihe)

## Auszeichnungen und Nominierungen (Auswahl)
- Romyverleihung 2013 – Auszeichnung in der Kategorie Bester Fernsehfilm für Die Auslöschung gemeinsam mit Thomas Hroch
- Romyverleihung 2015 – Nominierung in der Kategorie Bester Produzent TV-Film für Eine Liebe für den Frieden – Bertha von Suttner und Alfred Nobel gemeinsam mit Thomas Hroch[10][11]
- Romyverleihung 2017  – Nominierung in der Kategorie Bester Produzent TV-Film für Pregau – Kein Weg zurück gemeinsam mit Thomas Hroch
- Romyverleihung 2018  – Auszeichnung in der Kategorie Bester Produzent Kinofilm für Arthur & Claire gemeinsam mit Thomas Hroch und Arnold Heslenfeld[12][13]
- Romyverleihung 2019 – Auszeichnung in der Kategorie Beste(r) ProduzentIn Kinofilm für Womit haben wir das verdient? gemeinsam mit Thomas Hroch[14][15]
- Filmfestival Kitzbühel 2019 – Auszeichnung in der Kategorie Beste Produktion für Womit haben wir das verdient? gemeinsam mit Thomas Hroch
- Romyverleihung 2020  – Nominierung in der Kategorie Beste Produktion TV-Fiction für Ein Dorf wehrt sich[16]